# Arnold Wesker
Arnold Wesker, född 24 maj 1932 i Stepney i Tower Hamlets, London, död 12 april 2016 i Brighton, var en brittisk pjäsförfattare känd för sin diskbänksrealism. Han var författare till 42 pjäser, fyra volymer av noveller, två essäsamlingar, en bok om journalistik, en bok för barn, utförlig journalistik, dikter och andra skrifter. Hans pjäser har översatts till 17 språk och har spelats över hela världen. 
Wesker var far till Elsa Håstad och morfar till Yung Lean.[källa behövs]

## Skådespel med mera
- The Kitchen, 1957
- Chicken Soup with Barley (Hönssoppa med korngryn), 1958
- Roots (Rötter), 1958
- I'm talking about Jerusalem, 1958
- Menace, 1961 (For Television)
- Chips with Everything, 1962
- The Nottingham Captain, 1962
- Four Seasons (De fyra årstiderna), 1965
- Their Very Own and Golden City, 1966
- The Friends (Vännerna), 1970
- The Old Ones, 1970
- The Journalist, 1972
- The Wedding Feast (Bröllopsfesten), 1974
- Shylock (Köpmannen), 1976
- Love Letters on Blue Paper (Kärleksbrev på blått papper), 1976
- Phoenix, 1980
- Caritas, 1980
- Words on the Wind, 1980
- One More Ride on the Merry-Go-Round, 1980
- Breakfast, 1981
- Sullied Hand, 1981
- Four Portraits - Of Mothers (Fyra kvinnor), 1982
- Annie Wobbler, 1982
- Yardsale, 1983
- Cinders, 1983
- The Merchant, 1983
- Whatever Happened to Betty Lemon?, 1986
- When God Wanted a Son, 1986
- Lady Othello, 1987
- Little Old Lady & Shoeshine, 1987
- Badenheim 1939, 1987
- The Mistress, 1988
- Beorhtel's Hill, 1988 (Community Play for Basildon)
- Men Die Women Survive, 1990
- Letter To A Daughter, 1990
- Blood Libel, 1991
- Wild Spring, 1992
- Bluey, 1993
- The Confession, 1993
- Circles of Perception, 1996
- Break, My Heart, 1997
- Denial, 1997
- Barabbas, 2000
- The Kitchen Musical, 2000
- Groupie, 2001
- Longitude, 2002
- Honey, 2005 (novel)
- The Rocking Horse, 2007 (Beställningsverk av BBC World Service)